# (11841) 1986 VW
1986 في دابليو (ويعرف أيضًا باسم (11841) 1986 في دابليو وفق تسمية الكوكب الصغير) (بالإنجليزية: 1986 VW)‏ هو كويكب ضمن حزام الكويكبات؛ وترتيبه 11841 من حيث الاكتشاف.
اكتُشف هذا الجُرم الفلكي بواسطة Antonín Mrkos ‏ في 3 نوفمبر 1989.

## وصلات خارجية
- (11841) 1986 VW في قاعدة بيانات مختبر الدفع النفاث لأجرام النظام الشمسي الصغيرة

- الاكتشاف · مخطط المدار ·  العناصر المدارية · المعلمات المادية

- (11841) 1986 VW على موقع ويكي سكاي: DSS2, SDSS, GALEX, IRAS, Hydrogen α, X-Ray, Astrophoto, Sky Map, Articles and images